# Eugene McDowell
Eugene McDowell (Cross City, Florida, Estados Unidos, 6 de enero de 1963 - Orlando, Florida, Estados Unidos, 25 de agosto de 1995) fue un baloncestista estadounidense. Jugaba de pívot y destacó a causa de su extraordinaria fortaleza física y capacidad reboteadora.[cita requerida] Falleció en 1995 por paro cardíaco en una sala de fiestas.

## Trayectoria
Se formó en los Florida Gators de la Universidad de Florida, con la que disputó la NCAA. Fue elegido por Milwaukee Bucks en la tercera ronda del draft de la NBA de 1985 en el puesto número 68, pero nunca llegó a jugar en la NBA. En 1985 emigró a Europa donde desarrolló la mayor parte de su carrera profesional. Sus mayores éxitos los consiguió en el FC Barcelona donde sólo jugó una temporada (1987-1988), pero ganó tres títulos: la Liga ACB, la Copa del Rey y la Copa Príncipe de Asturias de baloncesto.

## Clubes
- 1984-1985: Universidad de Florida (NCAA, Estados Unidos).
- 1985-1986: Mu Lat Napoli (Italia).
- 1986-1987: CAI C.B. Zaragoza (España).
- 1987-1988: FC Barcelona (España).
- 1988-1989: CB Caja Bilbao (España).
- 1989-1990: (Turquía)
- 1990-1991: Pensacola Tornados (CBA, Estados Unidos).
- 1991-1992: Birmingham Bandits (CBA, Estados Unidos).

## Palmarés
- 1 Liga ACB: 1987-1988, con el FC Barcelona.
- 1 Copa del Rey de Baloncesto: 1987-1988, con el FC Barcelona.
- 1 Copa Príncipe de Asturias de baloncesto: 1987-1988, con el FC Barcelona.